# Radbruch
Radbruch is een gemeente in de Duitse deelstaat Nedersaksen. De gemeente maakt deel uit van de Samtgemeinde Bardowick in het Landkreis Lüneburg. Radbruch telt 2.256 inwoners.

## Infrastructuur
Radbruch heeft sinds 1847 aan de Spoorlijn Lehrte - Cuxhaven een klein station.
Afrit 5 (Handorf) van de Autobahn A39 ligt hemelsbreed slechts 3 km ten oosten van Radbruch, maar daarvandaan loopt geen weg richting het dorp. Vanaf de meer westelijk gelegen afrit 4 van deze Autobahn kan men, langs het golfterrein van Winsen, wel in Radbruch komen (afstand circa 5 km).

## Bezienswaardigheden, recreatie
Ten westen (Hohes Holz) en ten zuiden van het dorp liggen enige grote stukken bos, die zich lenen tot wandelingen.
De omgeving van Radbruch is geschikt voor, ook lange, fietstochten.

## Geschiedenis
Radbruch ontstond in of vóór de 15e eeuw rondom een Meyerhof, een grote boerderij, die in de 18e eeuw tot 1778 een stoeterij van de koningen van Engeland was; dezen heersten in die tijd ook over het Keurvorstendom Brunswijk-Lüneburg. Toen deze stoeterij opgeheven was, ontwikkelde Radbruch zich tot een middelgroot boerendorp. Na de Tweede Wereldoorlog werd het dorp uitgebreid, omdat er veel Heimatvertriebene een onderdak moesten krijgen. In 1969 begon een tweede dorpsuitbreiding met een woonwijk voor forensen, mensen die in het dorp kwamen wonen maar in een grotere stad in de regio werkten.

### Dewonderdoktervan Radbruch

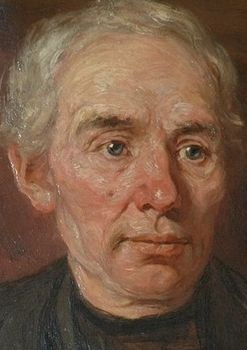
Portret van Philipp Heinrich Ast

Philipp Heinrich Ast (geboren op 4 april 1848 in Gronau (Leine); overleden op 15 augustus 1921 in Radbruch, en begraven te Bardowick; bijgenaamd Schäfer Ast) was, evenals zijn vader, oorspronkelijk een schaapherder, die echter ook vaardig was in het behandelen van veeziekten. In 1873 vestigde hij zich in een boerderijtje te Radbruch; omdat hij niet uit het dorp zelf kwam, kon hij voor de koop van een eigen huis in het dorp (1888) pas krediet krijgen na te zijn ondersteund door een welgestelde inwoner van Stemmen, wiens kostbare rijpaard hij van een ziekte had weten te genezen. In Radbruch trouwde hij korte tijd later met de plaatselijke vroedvrouw.
Asts vader had hem een boekje met geheime recepturen voor medicijnen nagelaten, die hij ook voor de behandeling van menselijke patiënten ging toepassen. In 1893 stond in de regionale kranten, dat Schäfer Ast was beboet voor de illegale distributie van medicijnen. Merkwaardigerwijze leidde dit ertoe, dat de klanten ineens in groten getale toestroomden. Met zijn vaste apotheker in Winsen (Luhe) sprak hij geheime codes af, zodat die wist, wat hij aan Ast moest leveren, zonder last te krijgen met de politie. Blijkbaar sorteerden zijn behandelingen effect; in 1894 waren er dagen, waarop hij duizend mensen per dag behandelde. Hij paste kruidentheeën toe als medicijn, en moet ook een groot charisma gehad hebben. De toeloop van Asts patiënten was goed voor de economie van het dorp; zijn huis werd als eerste in het dorp op het elektriciteitsnet aangesloten; er werden horecagelegenheden geopend, en de spoorwegmaatschappij kon de vraag naar treinkaartjes voor Radbruch nauwelijks aan. Tot kort vóór zijn dood, in 1921, was deze wonderdokter actief, en was Radbruch een doel van genezingstoerisme. Schäfer-Ast stond erom bekend, dat hij enige nekharen van zijn patiënt afknipte, en door daar naar te kijken een diagnose stelde; in feite was Ast een tot in de verre omtrek beroemd en succesvol kwakzalver. Zo succesvol, dat hij er rijk van is geworden, ondanks dat hij zeer arme mensen gratis behandelde, en zich door de meeste andere klanten in goederen liet betalen; bij zijn dood bezat hij de voormalige stoeterij en nog enige andere agrarische percelen in Radbruch.
Na zijn dood zetten enige van zijn vijf kinderen de praktijk nog enige tijd voort. Kruidenpreparaten volgens Schäfer Asts receptuur zijn bij de apotheek van Winsen nog steeds verkrijgbaar.
In Radbruch zijn een straat en een basisschool naar Schäfer-Ast genoemd. In het openluchtmuseum Freilichtmuseum am Kiekeberg te Rosengarten is een kruidentuin naar hem genoemd. Of de afbeelding van een dikke boomtak (Duits: Ast) in het kort na 1930 toegekende dorpswapen van Radbruch op Schäfer-Ast betrekking heeft gehad, is niet bekend.
- Gemeinsame Normdatei: 5145069-0
- Virtual International Authority File: 125146940
- WorldCat: E39PCjrQyh89FqGDfD9wKFt8BX

Adendorf · 
Amelinghausen · 
Amt Neuhaus · 
Artlenburg · 
Bardowick · 
Barendorf · 
Barnstedt · 
Barum · 
Betzendorf · 
Bleckede · 
Boitze · 
Brietlingen · 
Dahlem · 
Dahlenburg · 
Deutsch Evern · 
Echem · 
Embsen · 
Handorf · 
Hittbergen · 
Hohnstorf (Elbe) · 
Kirchgellersen · 
Lüdersburg · 
Lüneburg · 
Mechtersen · 
Melbeck · 
Nahrendorf · 
Neetze · 
Oldendorf (Luhe) · 
Radbruch · 
Rehlingen · 
Reinstorf · 
Reppenstedt · 
Rullstorf · 
Scharnebeck · 
Soderstorf · 
Südergellersen · 
Thomasburg · 
Tosterglope · 
Vastorf · 
Vögelsen · 
Wendisch Evern · 
Westergellersen · 
Wittorf